# Arsène Collet
Arsène Collet est un homme politique français né le 1er décembre 1848 à Bonneval (Eure-et-Loir) et mort le 2 octobre 1907 à Paris.
À la tête d'une entreprise de fourniture de bois pour les chemins de fer, il est conseiller municipal de Mantes-la-Jolie en 1881 et maire en 1900. Il est conseiller d'arrondissement de 1883 à 190 et conseiller général de 1890 à 1907. Il est sénateur de Seine-et-Oise, inscrit au groupe de la Gauche républicaine, de février à octobre 1907.

## Sources
- « Arsène Collet », dans le Dictionnaire des parlementaires français (1889-1940), sous la direction de Jean Jolly, PUF, 1960 [détail de l’édition]